# Момчило Ранковић
Момчило Ранковић Макса (Рајац, 1922 — Неготин,1943), члан КПЈ и руководилац СКОЈ-а.

## Биографија
Рођен је 1922. године у Рајцу од оца Илије и мајке Кате Ранковић. Како је био син јединац, његов отац је намеравао да га задржи на селу након завршетка основне школе, али је под утицајем учитеља допустио да му син настави школовање у гимназији у Неготину.
За све време школовања био је најбољи ученик у свом разреду, па је школску 1941−1942. годину завршио велику матуру са одличним успехом.

## Политичка каријера
Под утицајем оца који је још од 1920. пратио рад Комунистичке партије, али и професора Предрага Костића, Момчило је постао члан СКОЈ−а и и одмах пошао на терен као политички радник повезујући се са напредним омладинцима.
У време формирања Крајинског партизанског одреда био је ученик, а након разбијања одреда 1941.године једно време остаје у свом селу, где је јануара 1942. формирао партијску ћелију. Јула 1942. године Момчило у свом селу формира пет борбених група са око 20 омладинаца.
Крајем 1942. и почетком 1943. у Неготинску крајину долазе искусни чланови КПЈ, Бранко Поповић, Војкан Јеремић и Ната Јоцић из Окружног комитета КПЈ у Зајечару од којих Момчило добија задатак да осим у Рајцу скојевску организацију оформи и у другим селима. Члан КПЈ постаје јануара 1943. када је у Рајцу формирао партијску организацију.
Те године постаје и члан Среског повереништва партије за срез Неготин, а након погибије Вере Радосављевић Наде 1943. постаје и руководилац СКОЈ−а за целу Крајину.

## Погибија
У децембру 1943. у редовима крајинских партизана долази до тешких губитака када у Кривој Луци гине Станоје Гачић, члан Среског комитета за северну Крајину. Момчило заказује састанак са руководиоцима СКОЈ−а у Бадњеву код Неготина где је требало да се формира нови комитет СКОЈ−а за Неготин.
На путу до Бадњева Момчила, али и Димитрија Беливакића и Воју Чурића пресрели су четници. Момчило је последњим метком, да не би пао у руке непријатељу одузео себи живот. Четници су Момчилово тело изрешетали куршумим и на њему оставили цедуљу са поруком „Овако ће свако од комуниста проћи!”
Име Момчила Ранковића носи основна школа у његовом родном селу Рајац, као и једна улица у Неготину.
На месту где је окончао свој живот, на Бадњеву код Неготина, подигнут је споменик Димитрију Беливакићу, Воји Чурићу и Момчилу Ранковићу, а у дворишту школе у Рајцу, која носи његово име и спомен биста.